# 1922 год в истории железнодорожного транспорта
1922 год в истории железнодорожного транспорта

## Новый подвижной состав
- В Норвегии на заводах ASEA и Thune освоен выпуск электровозов серии NSB El 1.
- В Швейцарии проведена электрификация Сен-Готардской железной дороги.

## События
- Амурская железная дорога была передана в ведение НКПС[1].
- 31 июля — открылся первый участок Валлийской нагорной железной дороги.

## Персоны

### Скончались
- Поль Дековиль (фр. Paul Decauville) — французский инженер, разработчик системы лёгких железных дорог с шириной колеи 500 мм.